# 福山連隊区
福山連隊区（ふくやまれんたいく）は、大日本帝国陸軍の連隊区の一つ。前身は尾ノ道大隊区（尾道連隊区）である。広島県・岡山県・愛媛県の一部地域の徴兵・召集等兵事事務を取り扱った。実務は福山連隊区司令部が執行した。1941年（昭和16年）、広島連隊区に統合され廃止となった。

## 沿革
1888年（明治21年）5月14日、大隊区司令部条例（明治21年勅令第29号）によって尾ノ道大隊区が設けられ、陸軍管区表（明治21年勅令第32号）により広島県・岡山県の一部が管轄区域に定められた。第5師管第9旅管に属した。
1896年（明治29年）4月1日、尾ノ道大隊区は連隊区司令部条例（明治29年勅令第56号）によって尾道連隊区に改組され、旅管が廃止となり第5師管に属した。
1903年（明治36年）2月14日、陸軍管区表が改正され、再び旅管が採用され連隊区は第5師管第9旅管に属した。
日本陸軍の内地19個師団体制に対応するため陸軍管区表が改正（明治40年9月17日軍令陸第3号）となり、1907年（明治40年）10月1日、福山連隊区に改称し、管轄区域の変更が実施された。第17師管第33旅管に属した。これに伴い尾道連隊区司令部を同年9月30日に閉鎖し、同年10月1日、福山連隊区司令部を尾道市久保町に新設し事務を開始した。
1925年（大正14年）4月6日、日本陸軍の第三次軍備整理に伴い陸軍管区表が改正（大正14年軍令陸第2号）され、同年5月1日、旅管は廃され再び第5師管の所属となり、管轄区域が大幅に変更された。
1940年（昭和15年）8月1日、福山連隊区は西部軍管区広島師管に属することとなった。1941年11月1日、福山連隊区が廃止され、旧管轄区域は広島連隊区に編入された。

## 管轄区域の変遷
1888年5月14日、陸軍管区表（明治21年勅令第32号）が制定され、尾ノ道大隊区の管轄区域が次のとおり定められた。
- 広島県

御調郡・世羅郡・甲奴郡・神石郡・沼隈郡・芦田郡・品治郡・安那郡・深津郡
- 岡山県

阿賀郡・上房郡・賀陽郡・下道郡・都宇郡・窪屋郡・浅口郡・小田郡・後月郡・哲多郡・川上郡
1896年4月1日、連隊区へ改組された際に管轄区域の変更はなかった。
1903年2月14日、管轄区域を次のとおり変更した。尾道市 を加え、郡の統合により広島県区域の芦田郡・品治郡を芦品郡に、安那郡・深津郡を深安郡に変更した。また、岡山県区域は阿賀郡・哲多郡を阿哲郡に、賀陽郡・下道郡
を吉備郡に、都宇郡・窪屋郡を都窪郡に変更した。
- 広島県

尾道市・御調郡・世羅郡・甲奴郡・神石郡・沼隈郡・芦品郡・深安郡
- 岡山県

阿哲郡・上房郡・吉備郡・都窪郡・浅口郡・小田郡・後月郡・川上郡
1907年10月1日、福山連隊区に改称し、また、岡山連隊区が再設置されたことなどに伴い、管轄区域が陸軍管区表（明治40年9月17日軍令陸第3号）により次のとおり定められた。広島県比婆郡・双三郡を浜田連隊区から編入した。岡山県区域は阿哲郡を松江連隊区へ、その他は岡山連隊区へ移管した。
- 広島県

尾道市・比婆郡・神石郡・深安郡・甲奴郡・芦品郡・沼隈郡・双三郡・世羅郡・御調郡
1915年（大正4年）9月13日、管轄区域が次のとおり変更された。比婆郡を松江連隊区へ、双三郡を浜田連隊区へ移管し、愛媛県区域を善通寺連隊区から編入した。
- 広島県

尾道市・深安郡・神石郡・甲奴郡・芦品郡・沼隈郡・世羅郡・御調郡
- 愛媛県

宇摩郡・新居郡・周桑郡
1918年（大正7年）6月1日、管轄区域に広島県福山市が加えられた。1920年（大正9年）8月10日、管轄区域が次のとおり変更された。岡山連隊区から岡山県区域を編入し、愛媛県区域は宇摩郡・新居郡を善通寺連隊区へ、周桑郡を松山連隊区へ移管した。
- 広島県

福山市・尾道市・深安郡・神石郡・甲奴郡・芦品郡・沼隈郡・世羅郡・御調郡
- 岡山県

小田郡・浅口郡・後月郡
1925年5月1日、管轄区域が次のとおり変更された。松江連隊区から比婆郡を、広島連隊区から豊田郡・賀茂郡を編入した。また、岡山県区域を岡山連隊区へ移管した。
- 広島県

福山市・尾道市・深安郡・神石郡・比婆郡・甲奴郡・芦品郡・沼隈郡・世羅郡・御調郡・豊田郡・賀茂郡
1937年（昭和12年）7月19日、管轄区域に三原市を追加した。
1941年11月1日、福山連隊区が廃止され、その旧管轄区域は広島連隊区に編入された。

## 司令官
尾ノ道大隊区
- （心得）高橋種生 歩兵大尉：1888年5月14日 -

尾道連隊区
- 村田経緯 歩兵少佐：不詳 - 1899年8月30日
- 奥山義章 歩兵中佐：1899年8月30日 - 1903年11月10日
- 木村伊助 歩兵少佐：1903年11月18日 -
- 神谷景昌 歩兵中佐：1904年3月10日 - 3月24日
- 菊池元暉 歩兵少佐：1904年3月27日 -
- 下鉄象 歩兵少佐：1904年9月25日 -
- （兼）太田米丸 歩兵中佐：不詳 - 1906年2月14日

福山連隊区
- 下鉄象 歩兵中佐：1907年10月3日 - 1912年2月22日
- 和田以時 歩兵中佐：1912年2月22日 - 1913年9月30日
- 秋月斎 歩兵中佐：1913年9月30日 - 1916年8月18日
- 杉山正之 歩兵中佐：1916年8月18日 - 1918年7月24日[13]
- 栗田真之助 歩兵中佐：1918年7月24日[13] -
- 吉沢忠男 歩兵大佐：1935年3月15日 - 1936年3月7日[14]